# Andor Dorogi
Andor Dorogi, né le 10 août 1912 et mort en 1989, était un arbitre hongrois de football. Il débuta en 1945, devint arbitre international en 1959 et il arrêta en 1962. 

## Carrière
Il a officié dans une compétition majeure : 
- Coupe du monde de football de 1962 (1 match)